# Antoni Trypolski
Antoni Trypolski herbu Gozdawa – sędzia grodzki owrucki, poseł województwa kijowskiego na Sejm Czteroletni w 1788 roku.